# Classificacions de curses de l'UCI
La Unió Ciclista Internacional (UCI), la institució mundial que governa en el ciclisme, classifica curses segons una escala de valors.
La classificació està representada per un codi format per dues o tres parts, que indiquen el tipus o estil de cursa (la primera part), i la seva importància o dificultat (les segona i tercera parts). La primera part pot ser un nombre enter o una abreviatura, i la segona, quan hi és, són normalment nombres enters. Ambdues parts estan separades per un punt decimal (.).
Una cursa més ben classificada suposarà, pels ciclistes que acabin més ben classificats en aquesta, més punts per als rànquings mundials de ciclistes.

## Ciclisme en ruta
En la primera part hi ha dos codis possibles per classificar una cursa de carretera: '1' per a una cursa d'un dia, i '2' per a una cursa de múltiples dies (etapes). Estan separats de la segona part per un punt decimal. Per exemple, una cursa classificada 1.1 equival a una cursa d'un dia i de categoria 1. Un altre exemple comú és 2.HC, que denota una cursa per etapes fora de categoria (de categoria especial, com per exemple els Tres dies de De Panne-Koksijde o la Volta a Burgos).

## Ciclisme de muntanya
Hi ha dos codis possibles per indicar una cursa de ciclisme de muntanya: 'E' per a una cursa d'un dia, i 'D'per a una cursa de més d'un dia. No hi ha punt decimal en una classificació d'una cursa de muntanya, ja que no hi ha una segona part a separar.

## Ciclocròs
Totes les curses de ciclocròs estan identificades pel codi 'C'. Tampoc es fa servir punt decimal, ja que no hi ha una segona part a separar.

## Taules de codis
| Codi | Significat                                                    |
| ---- | ------------------------------------------------------------- |
| JO   | Jocs Olímpics (Jeux Olympiques)                               |
| CM   | Campionats Mundials (Championnat Mondial)                     |
| WT   | World Tour                                                    |
| GT   | Gran Volta                                                    |
| CDM  | Campionats Mundials en ruta (Coupe du Monde)                  |
| HC   | Hors Categorie (Fora de categoria)                            |
| CN   | Campionats Nacionals (Championnats Nationaux)                 |
| CC   | Campionats Continentals (Championnats Continentaux)           |
| CMM  | Campionats Mundials "Màsters" (Championnats du Monde Masters) |
| 1    | Categoria 1                                                   |
| 2    | Categoria 2                                                   |
| 3    | Categoria 3                                                   |

### Codis especials
Aquests codis només s'utilitzen en ciclisme de carretera:
| Codi | Significat                    |
| ---- | ----------------------------- |
| 4    | Categoria 4                   |
| 5    | Categoria 5                   |
| 6    | Categoria 6                   |
| 7.1  | Categoria 1 de sub-23 masculí |
| 7.2  | Categoria 2 de sub-23 masculí |
| 8    | Junior masculí                |
| 9.1  | Categoria 1 d'elit femení     |
| 9.2  | Categoria 2 d'elit femení     |
| 10   | Junior femení                 |
| 11   | Màsters                       |